# Mikrodonacja
Mikrodonacja lub mikrodarowizna to forma filantropii, w której najczęściej osoby prywatne przekazują niewielkie kwoty pieniędzy na cele charytatywne, społeczne lub kulturalne. Ideą mikrodonacji jest umożliwienie różnym grupom społecznym wspierania projektów i organizacji, które podzielają ich wartości i cele, poprzez niski próg datku. Najczęściej jest on równowartością kilku złotych.

## Rodzaje mikrodonacji
Mikrodonacje mogą obejmować różne formy wsparcia, takie jak:
- Donacje internetowe - przekazywanie środków za pośrednictwem platform internetowych, w tym portali organizacji charytatywnych lub serwisów crowdfundingowych.
- Mikrodatki subskrypcyjne – regularne przekazywanie niewielkich, ustalonych kwot na cele charytatywne[2].
- Crowdfunding – finansowe wsparcie projektu lub produkt w zamian za nagrody lub udziały[3].
- Dodatek do rachunku za zakupy - dodanie datku do sumy rachunku w momencie płatności za zakupy stacjonarne bądź internetowe. Może to być zaokrąglenie ostatecznej kwoty płatności bądź ustalony procent. Klient decyduje o przekazaniu datku przed zrealizowaniem transakcji bezgotówkowej, zazwyczaj poprzez pytanie wyświetlone na terminalu płatniczym.
- Zbiórki publiczne - organizowane przez społeczność akcje zbierania środków na określone cele[4].

## Historia
Koncepcja mikrodonacji wywodzi się z idei, że niewielkie wkłady finansowe od wielu osób mogą skumulować się i stworzyć istotne źródło finansowania dla organizacji charytatywnych i projektów społecznych. Jej początki sięgają lat 70. XX wieku, kiedy to Children's Miracle Network Hospitals i United Way zaczęły promować regularne, małe wpłaty od darczyńców.
Children's Miracle Network rozpoczęła działalność w 1983 roku jako telethon, czyli transmitowana w telewizji zbiórka pieniędzy. Pierwszy telethon zebrał 4,8 miliona dolarów, które przekazano dla 22 szpitali. Działanie organizacji w dalszym ciągu jest oparte na mikrodarowiznach.
United Way zbiera fundusze głównie poprzez kampanie w miejscu pracy, w ramach których pracownicy mogą wnioskować o automatyczne potrącenie części wynagrodzenia na rzecz organizacji charytatywnej.
Do Polski idea mikrodonacji dotarła po 2013 roku. Wtedy też pojawiły się pierwsze platformy crowdfundingowe do zbierania datków. W 2020 roku popularne stały się datkomaty, czyli wyposażone w ekran dotykowy, samoobsługowe automaty, które umożliwiają przekazywanie zbliżeniowo bezgotówkowych donacji. W tym samym roku na rynku polskim pojawiły się cyfrowe puszki.
Popularność zyskują również programy własne poszczególnych marek, które przeznaczają np. procent od marży każdego produktu na cele społeczne.

## Technologia wspierająca
Współczesna mikrodonacja jest silnie związana z wykorzystaniem technologii internetowych i platform crowdfundingowych.
Globalnie istnieje już wiele rozwiązań, które umożliwiają przekazywanie bezgotówkowych mikrodatków. Amazon utorował drogę mikrodarowiznom poprzez Amazon Smile, za pośrednictwem którego klienci tej firmy mieli możliwość oddania 0,5 proc. całkowitej kwoty na rzecz wybranej przez siebie organizacji nonprofit. W ciągu 10 lat działalności programu Smile, firma przekazała na działania filantropijne prawie pół miliona dolarów.
Na polskim rynku również są dostępne narzędzia do kompleksowej obsługi mikrodatków. Funkcjonują one w formie oprogramowania wdrożonego na terminalach, PIN Padach i w internetowych bramkach płatniczych16. Z aplikacjami tego typu można spotkać się najczęściej podczas płatności za zakupy.
Istniejące rozwiązania umożliwiają użytkownikom wybieranie projektów lub organizacji, które chcą wesprzeć. W ramach ich działania datek dodawany jest do rachunku, a wskazana kwota trafia bezpośrednio na konto fundacji. W przypadku płatności internetowych, kupujący przed dokonaniem opłaty pytany jest o chęć przekazania drobnej kwoty na wsparcie wskazanej fundacji. Po zaakceptowaniu, suma zostaje doliczona do rachunku.

## Zaangażowanie społeczeństwa
Od początku pandemii COVID-19 darowizny internetowe wzrosły o 42 proc. Szacuje się, że prawie 30 proc. wszystkich wpłat internetowych wykonano za pomocą urządzenia mobilnego.
Aktualnie pokolenie Y woli korzystać z nowoczesnych technologii, chce zrozumieć wpływ, jaki wywiera, a przede wszystkim nie jest na tym samym poziomie finansowym, co poprzednie generacje. W efekcie, młodzi ludzie każdego roku przekazują organizacjom non-profit znacznie mniej, niż starsze osoby - przeciętny Millenials ofiaruje blisko 580 dolarów rocznie na cele charytatywne, co jest niską kwotą w porównaniu z 1365 dolarów od Baby Boomers.
Nieco inaczej funkcjonuje generacja Z. To nadchodząca generacja darczyńców, chociaż obecnie nie są w stanie przekazywać dużych kwot. Szacunkowo, 32 proc. pokolenia Z wpłaca na fundacje własne pieniądze, a 26 proc. regularnie angażuje się w wolontariat.